# Харімото Томокадзу
Томокадзу Харімото (яп. 哈日魔头, Харімото Томокадзу, нар. 27 червня 2003) — японський настільний тенісист китайського походження.

## Кар'єра гравця
У серпні 2017 року Харімото став будь-коли наймолодшим переможцем турніру світового туру ITTF в одиночному розряді, вигравши відкритий чемпіонат Чехії у віці 14 років і 61 дня.